# All These Small Moments
All These Small Moments è un film del 2018 diretto da Melissa Miller Costanzo.

## Trama
L'adolescente Howie Sheffield si innamora di Odessa, una donna che prende tutti i giorni il suo stesso autobus.

## Distribuzione
Il film venne presentato al Tribeca Film Festival il 24 aprile 2018. Il 18 ottobre 2018, la Orion Classics ha acquistato i diritti di distribuzione del film. Il film è stato distribuito nei cinema il 17 gennaio 2019 dalla Orion Classics.
Il film, presentato in lingua originale con sottotitoli al Torino Film Festival il 25 novembre 2018, non è mai stato distribuito nelle sale italiane.

## Accoglienza
Il sito Rotten Tomatoes assegna al film un punteggio di approvazione dell'82% basato su 17 recensioni, un punteggio medio di 6,31/10.

## Riconoscimenti
- 2018 - Oldenburg Film Festival
  - Candidatura per il miglior film
- 2018 - BAM Awards
  - Miglior attrice non protagonista a Molly Ringwald
  - Candidatura per il miglior cast a Molly Ringwald, Jemima Kirke, Harley Quinn Smith, Brian d'Arcy James, Brendan Meyer, Roscoe Orman, Salena Qureshi e Sam McCarthy
  - Candidatura come miglior attrice a Jemima Kirke
  - Candidatura come miglior attore a Brendan Meyer
- 2018 - Torino Film Festival
  - Candidatura per il miglior film